# Pteroglossus
Genul Pteroglossus include mai multe specii de tucani din regiunea neotropicală⁠(d). Se găsește din Mexic până în Columbia și Venezuela.

## Taxonomie
Genul Pteroglossus a fost introdus în 1811 de zoologul german Johann Karl Wilhelm Illiger⁠(d). Numele combină greaca veche pteron care înseamnă „pană” cu glōssa care înseamnă „limbă”. George Robert Gray a desemnat Pteroglossus aracari ca specie tip a genului în 1840.

### Specii
Genul Pteroglossus conține 14 specii:
- Pteroglossus bailloni
- Pteroglossus viridis
- Pteroglossus inscriptus
- Pteroglossus torquatus
- Pteroglossus frantzii
- Pteroglossus erythropygius
- Pteroglossus sanguineus
- Pteroglossus aracari
- Pteroglossus pluricinctus
- Pteroglossus castanotis
- Pteroglossus azara
- Pteroglossus mariae
- Pteroglossus beauharnaeslii
- Pteroglossus bitorquatus